# Jürgen Sarrazin
Jürgen Sarrazin (* 21. März 1936 in Freiberg, Sachsen; † 7. Oktober 2019) war ein deutscher Bankmanager. 

## Leben
Jürgen Sarrazin studierte Rechtswissenschaften und Geschichte in Heidelberg und den USA, das Studium schloss er 1960 mit dem juristischen Staatsexamen ab. Er trat 1960 in die Dresdner Bank ein und wurde 1973 Mitleiter des Ressorts Ausland, 1975 Generalbevollmächtigter und 1983 ordentliches Vorstandsmitglied für die Koordination des Auslandsgeschäftes. 
Von 1993 bis 1998 war er Vorstandssprecher der Dresdner Bank. Er war bis 1998 Mitglied des Aufsichtsrats der Hoechst AG und der Daimler-Benz AG.
1998 erfolgte eine Verurteilung zu einem Jahr Haft auf Bewährung und einer Geldbuße in Millionenhöhe wegen Beihilfe zur Steuerhinterziehung.

## Ehrungen
- Ehrenlegion (Offizier)
- European Banker of the Year 1994